# Martin Voznik

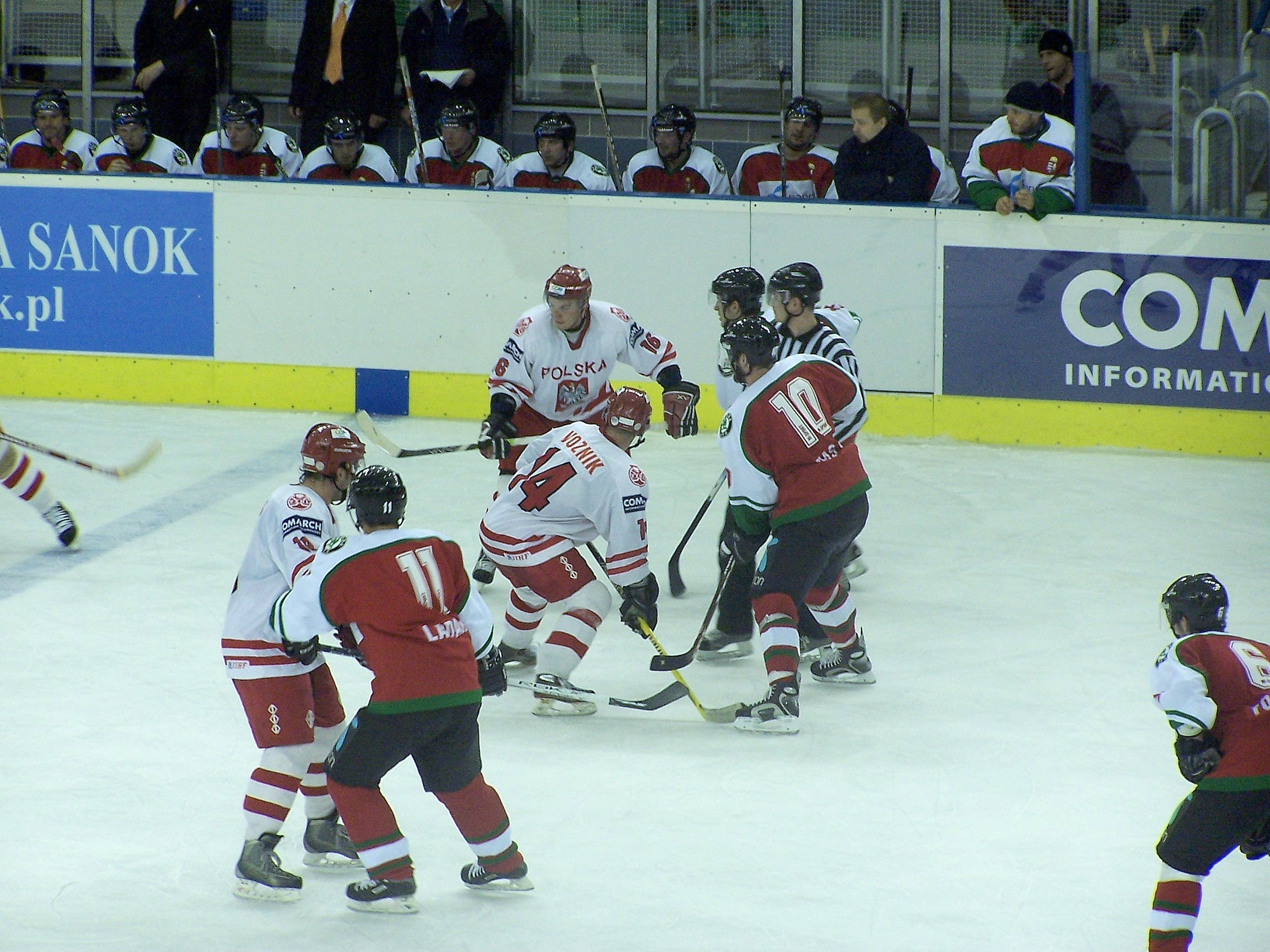
Mecz towarzyski Polska-Węgry, 12 kwietnia 2006 (Arena Sanok). W środku z nr 14 o krążek walczy Martin Voznik.

Martin Voznik (ur. 14 czerwca 1975 w Hawierzowie) – czeski hokeista z polskim obywatelstwem, reprezentant Polski.

## Kariera
- HC Hawierzów (1994–1995)
- HC Vítkovice (1995–1996)
- Havířov Panthers (1996–1997)
- KTH Krynica (1997–2003)
- Podhale Nowy Targ (2003–2004)
- TKH Toruń (2004–2005)
- Cracovia (2005–2006)
- Podhale Nowy Targ (2006–2010)
- Zagłębie Sosnowiec (2010–2011)
- HC GKS Katowice (2011)
- Zagłębie Sosnowiec (2011–2013)
- MMKS Podhale Nowy Targ (2013)

Występował na pozycji środkowego napastnika. Od czerwca do września 2011 zawodnik HC GKS Katowice. Od września 2011 do końca stycznia 2013 ponownie gracz Zagłębia Sosnowiec. Od 29 stycznia 2013 gracz MMKS Podhale Nowy Targ. Po sezonie 2012/2013 zakończył karierę zawodniczą.
Został reprezentantem Polski. Uczestniczył w turniejach mistrzostw świata w 2003, 2004, 2006, 2007.

## Sukcesy
- Srebrny medal mistrzostw Polski: 1999 z KTH Krynica, 2004 z Podhalem Nowy Targ
- Złoty medal mistrzostw Polski: 2006 z Cracovią, 2007, 2010 z Podhalem Nowy Targ
- Brązowy medal mistrzostw Polski: 2000 z KTH Krynica, 2008, 2009 z Podhalem Nowy Targ
- Puchar Polski: 2004 z Podhalem Nowy Targ
- Mistrzostwo Interligi: 2004 z Podhalem Nowy Targ

## Życie prywatne
W 1997 przeprowadził się do Polski (Krynica), gdzie ożenił się z Polką. W 2002 otrzymał polskie obywatelstwo, dzięki czemu reprezentował barwy Polski. Obecnie jest rozwiedziony, ma dwoje dzieci, syna i córkę. Studiował fizjoterapię.